# 今津寛
今津 寬（いまず ひろし、1946年〈昭和21年〉9月30日 - ）は、日本の政治家。
防衛庁副長官（第2次小泉改造内閣・第3次小泉内閣）、衆議院北朝鮮による拉致問題等に関する特別委員長、同安全保障委員長、衆議院議員（7期）、北海道議会議員（2期）、旭川市議会議員（2期）、自由民主党地方組織・議員総局長などを歴任。
兄は写真家の今津秀雄（1939年 - 1990年4月20日）。長男は北海道議会議員の今津寛史、次男は旭川市長の今津寛介。

## 来歴
北海道旭川市の魚屋・今津商店を営む今津秀市の五男として生まれる。旭川市立日新小学校、旭川市立北都中学校、北海道旭川西高等学校、中央大学法学部卒業。
1975年、旭川市議会議員選挙に出馬し、初当選。1983年、北海道議会議員選挙に鞍替えし、当選。1987年に再選。
1990年、北海道議会議員を2期目の任期途中で辞職。同年の第39回衆議院議員総選挙に旧北海道2区（定数4）から自由民主党公認で出馬し、得票数3位で当選。当選後は、当時の海部俊樹首相の出身派閥である新政策研究会（河本派）に所属した。1993年の第40回衆議院議員総選挙では自民党に、旧北海道2区でトップ当選した。
1994年、羽田内閣総辞職に伴う内閣総理大臣指名選挙において、自民・社会・新党さきがけ3党が推した村山富市日本社会党委員長ではなく、旧連立与党側が擁立した海部に投票し、その後海部に従って自民党を離党。高志会、自由改革連合を経て新進党の結党に参加する。
1996年、第41回衆議院議員総選挙直前に新進党を離党し、自民党に復党。北海道6区から自民党公認で出馬したが旧民主党公認の佐々木秀典に敗れ、落選。2000年の第42回衆議院議員総選挙でも、再び佐々木に敗れた。2003年、第43回衆議院議員総選挙で佐々木を僅差で破り、7年ぶりに国政に復帰（佐々木も比例復活）。2004年、第2次小泉改造内閣で防衛庁副長官に任命される。2005年の第44回衆議院議員総選挙では比例北海道ブロック単独で出馬し、4選（北海道6区からは中央大学法学部の先輩であり、旧北海道2区ではライバルであった金田英行が出馬したが、引退した佐々木秀典の後継者・佐々木隆博に敗れ落選した）。第3次小泉内閣でも防衛庁副長官に再任された。
2008年、衆議院安全保障委員長に就任。2009年の第45回衆議院議員総選挙では、北海道6区で民主党の佐々木隆博に敗れ、比例復活もならず落選した。落選に伴い、自民党北海道連会長を辞任。
2010年、前年の総選挙において北海道5区で自民党の町村信孝を破った民主党の小林千代美が、公職選挙法違反により衆議院議員を辞職し、それに伴う補欠選挙に出馬するため町村も議員辞職。比例北海道ブロック次点であった中川昭一が前年に死去していたため、今津が繰り上げ当選した。
2011年10月、自由民主党シャドウ・キャビネットにおいて影の防衛大臣に就任。
2012年の第46回衆議院議員総選挙では、北海道6区で前回敗れた佐々木隆博を破り、6選。
2014年の第47回衆議院議員総選挙では、北海道6区で佐々木隆博に敗れるものの、比例復活を果たし7選。
2017年8月に自民党の安全保障調査会長としてハワイを訪問し、ミサイル迎撃システム試験施設の視察とアメリカ太平洋軍関係者と対談して意見交換を行った 。同年の第48回衆議院議員総選挙では、北海道6区で立憲民主党に入党した佐々木隆博に敗れ、比例復活もならず落選。落選後、政界引退を表明した。
2018年春の叙勲で旭日重光章を受章。

## 政策・主張
- 日本国憲法の改正、自衛隊の自衛軍への格上げに賛成しつつも専守防衛、非核三原則を遵守し、軍事大国にならない方針を堅持すべきとしている。政治家が自主憲法制定のために信念をもって「自分たちの国の憲法は自分たちで作る」ということを国内外に示すべきだと主張して、自身も責任を果たしたいと述べている[15][16]。
- 安全保障会議の機能を吸収した国家安全保障会議（日本型NSC）の創設に賛成[15]。
- 内閣総理大臣の靖国神社への参拝を支持[15]。
- 永住外国人への地方選挙権付与に反対[15][17]。
- 女性宮家の創設に反対[18]。
- 日本のTPP参加に反対[18]。
- 選択的夫婦別姓制度の導入に反対[15][19]。
- 2013年11月26日、特定秘密保護法案の採決で賛成票を投じている[20]。
- 北海道開発にそのために国から分配される予算が足りていないとして、東海地方のように北海道にも投資してほしいと述べている[21] 。
- 農作物について、モンゴルやロシアのウラジオストクやハバロフスクなどを訪問した際に、スーパーやデパートで現地の皆が同じように「日本の安心・安全な野菜、食べ物を食べたい」と言っていたことから北海道は自信もって輸出政策を拡大し、約4500億円の日本の農産物輸出規模を今後10年間で1兆円規模にしていくと述べている[22]。

## 年金未納
- 政治家の年金未納問題が注目された際に、国民年金が1ヶ月間未納であったことが判明した[23]。

## 政治資金
- 日本共産党の機関紙しんぶん赤旗によると、鈴木宗男から1998年～2000年にかけて、500万円の資金提供を受けていた[24]。

## 所属団体・議員連盟
- 日本会議国会議員懇談会[25]
- 神道政治連盟国会議員懇談会[25]
- みんなで靖国神社に参拝する国会議員の会[25]
- 創生「日本」[25]
- 自民党国際人材議員連盟
- 平和を願い真の国益を考え靖国神社参拝を支持する若手国会議員の会（会長）
- 日韓議員連盟（常任幹事）
- 日中友好議員連盟（事務局次長）
- 北京オリンピックを支援する議員の会（幹事）
- 価値観外交を推進する議員の会
- TPP交渉における国益を守り抜く会
- 海外派遣自衛隊員を支援する国会議員の会（代表世話人）
- アイヌ民族の権利確立を考える議員の会（世話人代表）
- アイヌ政策を推進する議員の会
- キューバ友好議員連盟（幹事長）
- 正しい日本を創る会